# Cernaysia
Cernaysia és un gènere extint de mamífer que visqué durant el Paleocè a Nord-amèrica i França. Aquest animal apareix just després de l'extinció dels últims dinosaures. Pertany a l'ordre extint dels multituberculats, i al subordre dels cimolodonts. El nom Cernaysia es refereix al poble de Cernay-lès-Reims, on es trobaren restes de l'espècie C. manueli.